# Восточный Тимор на летних Олимпийских играх 2004
Восточный Тимор принимал участие в Летних Олимпийских играх 2004 года в Афинах (Греция) в первый раз в истории под своим флагом (в 2000 году восточнотиморские атлеты выступали в независимом статусе под Олимпийским флагом), но не завоевал ни одной медали. Сборную страны представляли 2 легкоатлета-марафонца: 1 мужчина и 1 женщина.

## Результаты

### Лёгкая атлетика
Спортсменов — 2
Мужчины
| Спортсмен             | Вид     | Результат | Место |
| --------------------- | ------- | --------- | ----- |
| Джил да Круз Триндаде | марафон | DNF       | -     |

Женщины
| Спортсмен            | Вид     | Результат | Место |
| -------------------- | ------- | --------- | ----- |
| Агуида Фатима Амарал | марафон | 3:18.25   | 65    |